# 존 오몬드 (농부)

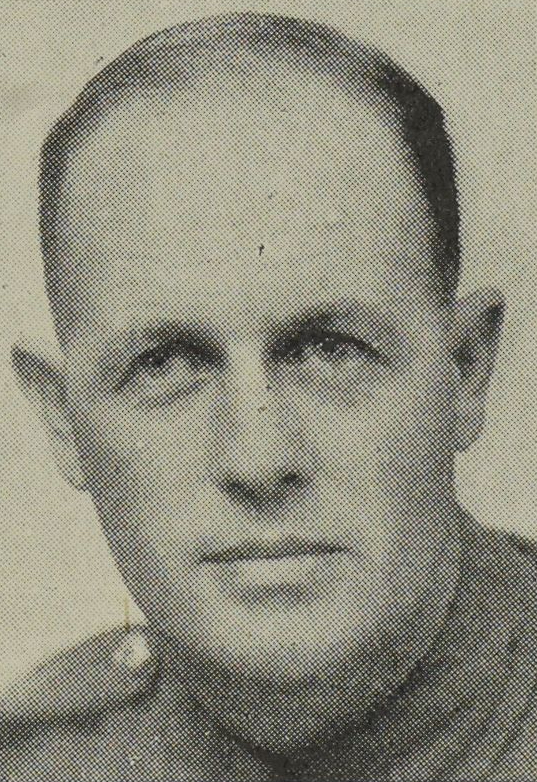

존 데이비드 와일더 오몬드 경(Sir John Davies Wilder Ormond)은 뉴질랜드의 사업가, 농부이다.